# Некрутенко Юрій Павлович

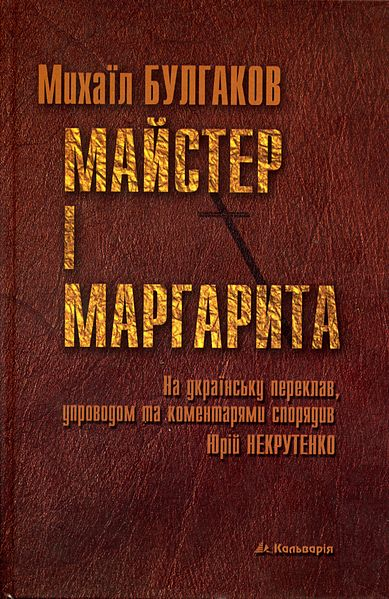
Обкладинка українського видання книги

Некрутенко Юрій Павлович — (30 квітня 1936, Київ — 12 червня 2010, Київ)  — український лепідоптеролог, ентомолог, редактор наукового журналу Європейського товариства лепідоптерологів "Nota Lepidopterologica".
Автор 5 монографій і понад 150 статей з ентомології в різних періодичних виданнях України, СРСР і за кордоном. Зокрема одна зі статей була опублікована у «Nature» (1965). Здійснив переклад «Міжнародного кодексу зоологічної номенклатури» (230 стор.; з англійської і французької), затверджений Міжнародною комісією з зоологічної номенклатури як офіційний документ.
Автор перекладу на українську мову роману М. Булгакова «Майстер і Маргарита» і літературного дослідження-екзегези до нього, яке містить численні коментарі та пояснення.

## Біографія
Народився у Києві на Андріївському узвозі. Після закінчення середньої школи поступив на біологічний факультет Київського державного університету ім. Тараса Шевченка (нині Київський національний університет імені Тараса Шевченка), повний курс якого закінчив у 1962 році.
Одночасно з основним курсом дисциплін біологічного факультету прослухав курси іноземних мов (англійська, французька, німецька, латина, польська) на філологічному і курс римського права на юридичному факультетах; впродовж двох років вивчав нормальну анатомію людини в Київському медичному інституті ім. О. Богомольця (нині Національний медичний університет імені Олександра Богомольця).
Одна з найбільших в СРСР колекція Лева Андрійовича Шелюжка, що є частиною Зоологічного музею Київського університету, послужила серйозною базою для вивчення лускокрилих Голарктики. У 1950-х роках вступив в епістолярний контакт з Л. А. Шелюжком, що жив тоді в Мюнхені, від якого отримав перші уроки «камерної лепідоптерології». З 1958 р. під керівництвом Є. С. Міляновського почав планомірне вивчення фауни булавовусих лускокрилих Криму, Кавказу і Закавказзя (щорічні багатомісячні експедиції тривали до 1989 р).
Помер у ніч з 11 на 12 червня 2010 року.

## Перекладацька діяльність
- Міжнародний кодекс зоологічної номенклатури
- Михайло Булгаков: Майстер і Маргарита

## Праці

### Статті
1964
- До методики кількісного аналізу крилового малюнка Pieridae (Lepidoptera). — Доп. Акад. наук Укр. РСР 3: 405—407.
- До ревізії роду Apatura Fabr. (Lepidoptera, Nymphalidae) — Доп. Акад. наук Укр. РСР 10: 1391—1394.
- О переливницах палеарктической фауны — Зоол. ж. 43(7): 1041—1046.
- The hidden wing-pattern of some Palearctic species of Gonepteryx and its taxonomic value.— J.Res.Lepid. 3(2): 65-68[недоступне посилання з липня 2019].

1965
- «Gynandromorphic effect» and the optical nature of the hidden wing-pattern in Gonepteryx rhamni. — Nature (London) 205 (4969): 417—418.
- Three cases of gynandromorphism in Gonepteryx: an observation with ultraviolet rays. — J.Res.Lepid. 4(2): 103—108 (May 1966).
- Необычная изменчивость Satyrus actaea Esp. (Lepidoptera, Satyridae) в Крыму и возможные ее причины. — Зоол. ж. 44(4): 617—620.
- Новый третичный представитель семейства Nymphalidae (Lepidoptera). — Палеонт. ж. 4: 97-99.
- Значение зоогеографических исследований для палеобиогеографических реконструкций. — В сб. «Материалы по четвертичному периоду Украины (к VII конгрессу ИНКВА в США) — Quaternaria Ucrainica». — Киев, Наук. думка. — С. 114—121.
- Tertiary Nymphalid butterflies and some phylogenetic aspects of systematic lepidopterology. — J.Res.Lepid. 4(3): 149—158 (Jul.1966).

1966
- Papilio machaon kamtschadalus Alph. (Lepidoptera, Papilionidae) и проблема Берингийской суши. — Тезисы докл. IV Зоогеогр. конференции Одесса: 185—186.
- Ареал и географическая изменчивость Papilio machaon (Lepidoptera, Papilionidae) в Понто-Каспийской области — Тезисы докл. IV Зоогеогр. конференции Одесса: 187—188.
- [Рец.]: Niels L. Wolff — The Lepidoptera of Greenland. The Danish Zoogeographical Investigations in Greenland. Købehavn, 1964, with 55 figs and 21 pls., 74 pp. — Биологические науки 4: 232—234.
- Про деякі властивості прихованого крилового малюнка Coliidinae (Lepidoptera, Rhopalocera). — Доп. Акад. наук Укр. РСР (Б) 9: 1227—1230.
- Про диморфізм камчатського махаона — Papilio machaon kamtschadalus Alpheraky (1897) (Lepidoptera, Papilionidae). — Доп. Акад. наук Укр. РСР (Б) 11: 1506—1509.
- Eine neue Subspecies von Gonepteryx rhamni L. aus dem Kaukasus (Lep. Pieridae). — Z.wien.ent.Ges. 51: 44-47.
- DIDMANIDZE E. A. Eine neue Unterart von Papilio machaon aus dem Kaukasus (Lep., Pepilionidae). — D.ent.Z., n.F., 13(4-5): 461—464.

1967
- Спроба ключа для визначення видів роду Gonepteryx Leach (1815) (Lepidoptera, Pieridae) із використанням прихованого крилового малюнка — Доп. Акад. наук Укр. РСР (Б) 3: 263—265.
- Західнопалеарктичні підвиди та географічна мінливість прихованого крилового малюнка Gonepteryx rhamni (L.) (Lepidoptera, Pieridae).— Доп. Акад. наук Укр. РСР (Б) 9: 845—849.

1968
- ПРИСТАВКО В. П., ГОНТАРЬ А. Г. Изучение плотности и численности популяций вредных насекомых с помощью светоловушек. — В сб. Биологический метод борьбы с вредителями растений, Рига: 257—260.
- Properties of the masked <sic!> wing-pattern in Gonepterygidi (Lepidoptera, Pieridae). — XIII Международный энтомологический конгресс. Резюме докладов. — Ленинград : Наука. — С. 180.

1969
- Geographic variation of the hidden wing-pattern and the subspecies of Gonepteryx rhamni (L.) in Europe and Asia Minor (Lepidoptera, Pieridae). — Abh.Ber.NaturkMus.- ForschStelle Goerlitz 44(2): 119—128.

1970
- Comments on forms of Gonepteryx aspasia (Pieridae) described by Shu-iti Murayama. — J.Lep.Soc. 24(3): 213—217.
- A new subspecies of Gonepteryx rhamni from Tian-Shan mountains, U.S.S.R. — J.Lep.Soc. 24(3): 218—220.

1971
- Properties of the hidden wing-pattern of Gonepterygidi (Lepidoptera, Pieridae). — XIII Международный энтомологический конгресс. Труды, т. 2. — Ленинград : Наука: — С. 29.

1972
- A new subspecies of Gonepteryx amintha (Pieridae) from Yunnan, mainland China, with comparative notes. — J.Res.Lepid. 11(4): 235—240 (15 Jul. 1973).
- A new subspecies of Eumedonia eumedon (Lycaenidae) from Caucasus. — J.Lep.Soc. 26(4): 215—218.

1973
- [Рец.]: Нильс Л. Вольфф. Чешуекрылые. Зоология Исландии, т. III, ч. 45. Копенгаген — Рейкьявик, изд-во Эйнар Мунксгорд, 1971, 193 стр. с илл., 15 табл. [Niles L. Wolff — Lepidoptera. The zoology of Iceland, vol.III, part 45. Copenhagen and Reykjavik, Ejnar Munksgaard, 1971. 193 pp., ill., 15 pls.] — Биологические науки 6: 138—140.
- Про таксономічне положення кавказької форми Callophrys rubi L. (Lepidoptera, Lycaenidae). Доп. Акад. наук Укр. РСР (Б) 10: 949—952.

1974
- Чешуекрылые. — В кн. Вредители сельскохозяйственных культур и лесных насаждений. Т. 2. — Киев : Урожай. — 50 с.
- Comparative notes on certain West-Palerctic species of Agriades, with description of a new subspecies of Agriades pyrenaicus from Turkey (Lycaenidae). — J.Lep.Soc. 28(3): 278—288.

1975
- A new species of Melitaea (Nymphalidae) from Armenia. — J.Lep.Soc. 29(2): 102—105.
- Two new subspecies of Plebejus (Plebejides) pylaon from the Southern and Northern sides of the West Caucasus (Lycaenidae). — J.Lep.Soc. 29(3): 151—155.
- О синонимии некоторых форм дневных бабочек, описанных с Кавказа (Lepidoptera, Rhopalocera). — Доп. Акад. наук Укр. РСР (Б) 3: 275—278.
- ДИДМАНИДЗЕ Э. A. Новые данные о географической изменчивости Gonepteryx rhamni L. (Lepidoptera, Pieridae) на Кавказе. — Докл. Акад. наук Укр. ССР (Б) 4: 374—377; Доп. Акад. наук Укр. РСР (Б) 4: 370—373.

1976
- [Рец.]: Torben B. Larsen. Butterflies of Lebanon. National Council for Scientific Research (C. N. R. S.). Beirut, 1974. — Биологические науки 3: 139—141.

1977
- Obituary: Eugene S. Miljanowski (1908—1976). — J.Lep.Soc. 31(1): 76-77.
- Памяти Е. С. Миляновского (1908—1976). — Энт. обозрен. 56: 930—932 (библиография).
- Неописаний таксон групи Polyommatus eros-eroides (Lepidoptera, Lycaenidae) з Великого Кавказу. — Доп. Акад. наук Укр. РСР (Б) 2: 180—181, табл.
- Два маловідомих види синявців з півдня України, Криму і Кавказу (Lepidoptera, Lycaenidae). — Доп. Акад. наук Укр. РСР (Б) 3: 276—279.
- Новий підвид Heodes (Thersamonia) ochimus з Малого Кавказу (Lepidoptera, Lycaenidae). — Доп. Акад. наук Укр. РСР (Б) 5: 457—459, табл.; Докл. Акад. наук Укр. ССР (Б) 5: 459—462, табл.

1978
- [Рец.]: Уильям Г. Хоу (ред.). Дневные бабочки Северной Америки. Гарден-Сити, шт. Нью-Йорк, изд-во Даблдэй и Ко, 1975, 646 стр. с илл., 97 цветн. табл. [Willian H.Howe (ed.). The Butterflies of North America. Garden City, N.Y., Doubleday & Co. Inc., 1975: XIII+633 p., ill., 97 col. pl.] — Биологические науки 5: 139—141.
- Два нових підвиди синявців підродини Strymoninae (Lepidoptera, Lycaenidae) із Східної Грузії та Західного Азербайджану — Доп. Акад. наук Укр. РСР (Б) 1: 82-87, табл.; Докл. Акад. наук Укр. РСР (Б) 1: 84-88, табл.
- Нові і маловідомі форми булавовусих лускокрилих Криму (Lepidoptera, Rhopalocera). — Доп. Акад. наук Укр. РСР (Б) 7: 642—645; Докл. Акад. наук Укр. ССР (Б) 7: 645—649.

1978. ― Бабочки. ― В кн. Украинская Советская энциклопедия 1: 321.
1979
- ЕФФЕНДІ Р. М. Е. Новий вид роду Lysandra (Lepidoptera, Lycaenidae) із Закавказзя. — Доп. Акад. наук Укр. РСР (Б) 7: 581—584, табл.; Докл. Акад. наук Укр. ССР (Б) 7: 583—585.

1980
- Revisional notes of lycaenid butterfly species assigned to Ultraaricia Beuret (Lycaenidae).— Nota lepid. 3(1/2): 55-68.
- EFFENDI R. M. E. A new species of Tomares from Talysh Mountains (Lycaenidae). — Nota lepid. 3(1/2): 69-72.

1981
- Метелики. — В кн.: Українська Радянська енциклопедія 6: 475.

1982
- КОРШУНОВ Ю. П., ЭФФЕНДИ Р. М. Э. Критические замечания по фауне и систематике дневных бабочек (Lepidoptera, Rhopalocera) Закавказья. Сообщение І. — Вестн. зоологии 1: 50-55.
- Новое местонахождение Phassus schamyl (Christoph) (Lepidoptera, Hepialidae). — Вестн. зоологии 1: 55.
- КОРШУНОВ Ю. П., ЭФФЕНДИ Р. М. Э. Критические замечания по фауне и систематике дневных бабочек (Lepidoptera, Rhopalocera) Закавказья. Сообщение II. Вестн. зоологии . 3: 38-43.

1983
- Neolysandra alticola (Christoph, 1893), comb. et stat.n. = Albulina alexander Higgins, 1981, syn.n. — Вестн. зоологии 1: 52.
- Pontia glauconome Klug 1829 (Lepidoptera, Pieridae). Вестн. зоологии 1: 52.
- Ревизия рода Hyrcanana (Lepidoptera, Lycaenidae). — Вестн. зоологии 3: 7-16.
- ЭФФЕНДИ Р. М. Э. Обзор голубянок группы Lycaena phoenicurus group (Lepidoptera, Lycaenidae) с описание нового вида из Азербайджана. — Вестн. зоологии 4: 8-16, табл.
- ПЛЮЩ И. Г. Agriades pyrenaicus (Boisduval) (Lepidoptera, Lycaenidae) на территории Украинской ССР. — Вестн. зоологии 6: 15.

1984
- Голубянки фауны СССР, относимые к роду Chilades (Lepidoptera, Lycaenidae). — Вестн. зоологии 3: 29-40.
- Ревизия типовых экземпляров группы Lycaena phoenicurus group (Lepidoptera, Lycaenidae). — Вестн. зоологии 6: 43-49.

1985
- Голубянки рода Vacciniina (Lepidoptera, Lycaenidae) в фауне Закавказья. — Вестн. зоологии 2: 87.
- Новые таксоны голубянок (Lepidoptera, Lycaenidae) из Закавказья и Средней Азии — Вестн. зоологии 4: 29-35.

1986
- БАЛЛЕТТО Э., -. Новый вид голубянки (Lepidoptera, Lycaenidae) из Средней Азии. — Вестн. зоологии 1: 76-78.
- ПЛЮЩ И. Г., Новая находка Agrodiaetus poseidon (Herrich-Schaffer, 1851) (Lepidoptera, Lycaenidae) в Крыму. — Вестн. зоологии 4: 41.
- КЕРЖНЕР И. M. О видах и вариететах Parnassius (Lepidoptera, Papilionidae), установленных Э. Менетрие в книге Ю. Симашко «Русская фауна» — Энт. обозрен. 65(4): 769—779.

1987
- Новый род подсемейства Lethinae (Lepidoptera, Satyridae). — Вестн. зоологии 2: 83-85.
- Esperella Nekrutenko, nom.n. pro Esperia Nekrutenko. Вестн. зоологии 3: 62 (In Russian).
- ПЕСЕНКО Ю. А., ТАНАСИЙЧУК В. Н. Насекомые в Красной книге СССР.— Зоол. ж. 66: 198—210.

1988
- Esperarge Nekrutenko, nom.n. pro Esperella Nekrutenko. — Вестн. зоологии 1: 50.
- Семинар «Систематика, фаунистика, экология и охрана дневных бабочек» (Новосибирск, 1987). — Вестн. зоологии 1: 86.
- [Рец.]: Official Lists and Indexes of Names and Works in Zoology / Eds. R. V. Melville and J. D. D. Smith. London: International Trust for Zoological Nomenclature; on behalf of International Commission on Zoological Nomenclature, 1987. — 366 p. — Вестн. зоологии 3: 83-84.
- VI Конгресс Европейского лепидоптерологического общества (Сан-Ремо). — Вестн. зоологии 6: 82.
- Насекомые. — В кн. Редкие и исчезающие растения и животные Украины. — Киев : Наук. думка. — С. 116—136.
- Чешуекрылые, или бабочки — Lepidoptera: Беззубые первичные моли — Eriocraniidae; Тонкопряды — Hepialidae; Одноцветные моли-минеры — Tischeriidae; Минно-чехликовые моли — Incurvariidae; Длинноусые моли — Adelidae; Мешочницы, психиды — Psychidae; Настоящие моли — Tineidae; Пестрянки — Zygaenidae; Походные шелкпряды — Eupterotidae; Серпокрылки — Drepanidae; Коконопряды — Lasiocampidae; Волнянки — Lasiocampidae; Медведицы — Arctiidae; Белянки — Pieridae. — В кн. Вредители сельскохозяйственных культур и лесных насаждений. Том 2. Вредные членистоногие, позвоночные. — Киев : Урожай. — С. 183—386 (очерки в соавт. с З. С. Гершензон, И. Г. Плющом).

1989
- Новые таксоны сатирид (Lepidoptera, Satyridae) из Зангезурского хребта. — Вестн. зоологии 1: 14-18, 3 с. обл.
- The history of butterfly research in the Caucasus. — Nota lepid. Suppl. 1: 65.

1991
- [Рец.]: Энтомология: Руководства по источникам информации. 2-е изд./ П. Гилберт, К. Дж. Гамильтон. Лондон; Нью-Йорк : Мансел, 1990. — 10+259 с. [Entomology: A Guide to Information Sources. 2nd ed. / P. Gilbert, C. J. Hamilton. London; New York: Mansell, 1990. — 10+259 p.] — Вестн. зоологии 5: 82-83.

1992
- МИХАЛЕВИЧ O. A. Несколько замечаний об использовании ЭВМ для классификации биологических объектов. — Вестн. зоологии 3: 79-83.

1993
- Від редакції [представлення першого числа Журналу Українського ентомологічного товариства]. — Журн. Укр. ентомол. т-ва 1(1): 2.
- VIII Конгресс Европейского лепидоптерологического общества — Журн. Укр. ентомол. т-ва 1(1): 10.
- An annotated catalogue of butterflies and skippers (Lepidoptera: Hesperioidea, Papilionoidea) named by Emilio Turati. — Boll.Mus.reg.Sci.nat. Torino 11(1): 121—135.

1994
- 9th European Congress of Lepidopterology in Lednice (Czech Republic), 5-9 September 1994. — SEL News 24: 2-3.

1995
- Index of publications on European Lepidoptera. No. 14 (1991—1992). — SEL — Societas Europaea Lepidopterologica. — 105 p.
- Чиколовец В. В. Критические заметки к публикациям Ж. Балинта по голубянкам Центральной Азии с установлением новых синонимов (Lepidoptera, Lycaenidae). — Журн. Укр. ентомол. т-ва 2(1): 25-30.

1997
- In Memoriam. Andrzej W. Skalski (1938—1996). Nota lepid. 20(1/2): 137—144 (Bibliography).
- Чиколовец В. В. Новый вид рода Callophrys (Lepidoptera, Lycaenidae) из Туркмении. — Журн. Укр. ентомол. т-ва 3(2): 3-4.

1998
- HÄUSER C. L. Comments on «Nomina Lepidopterorum nova» by S. K. Korb (Papilionidae, Nymphalidae). — Nota lepid. 21(1): 74-84.
- A catalogue of the type specimens of Riodinidae and Lycaenidae deposited in the collection of Zoologisches Forschungsinstitut und Museum Alexander Koenig (Bonn). — Nota lepid. 21(2): 119—148.

2000
- OLIVIER A. The butterflies described by Johann Christoph Friedrich Klug (1775—1856) in his Symbolae Phycicae, Insecta (Lepidoptera, Pieridae, Lycaenidae, Nymphalidae): An annotated review, with a catalogue of the existing types. — Mitt.Mus.Nat.kd. Berl., Dtsch. entomol. Z. 47(1): 95-104.
- A catalogue of the type specimens of Lycaenidae deposited in the Staatliches Museum für Tierkunde Dresden (Insecta: Lepidoptera: Rhopalocera). — Ent.Abh.Mus.Tierkde. Dresden 59(1): 143—215.
- A catalogue of the type specimens of Palaearctic Riodinidae and Lycaenidae deposited in the collection of the Museum für Naturkunde der Humboldt Universität zu Berlin. — Nota lepid. 23(3/4): 192—352.

2001
- A catalogue of the type specimens of Riodinidae deposited in the Staatliches Museum für Tierkunde Dresden (Insecta: Lepidoptera: Rhopalocera). — Ent.Abh.Mus.Tierkde. Dresden 59(2): 319—323.
- A catalogue of the type specimens of Nymphalidae deposited in the Staatliches Museum für Tierkunde Dresden (Insecta: Lepidoptera: Rhopalocera). — Ent.Abh.Mus.Tierkde. Dresden 59(2): 325—403.
- A catalogue of the type specimens of Papilionidae deposited in the Staatliches Museum für Tierkunde Dresden (Insecta: Lepidoptera: Rhopalocera). — Ent.Abh.Mus.Tierkde. Dresden 59(2): 405—453

2003
- A catalogue of the type specimens of Hesperiidae and Pieridae deposited in the Staatliches Museum für Tierkunde Dresden, with additions to the catalogues of Nymphalidae, Riodiniade and Lycaenidae (Insecta: Lepidoptera: Rhopalocera). — Ent.Abh.Mus.Tierkde. Dresden 60: 79-109.
- Колекція лускокрилих Зоологічного музею Київського національного університету імена Тараса Шевченка — національний скарб України. — Праці зоол. муз. Київ. нац. ун-ту ім. Т. Шевченка 1(1): 7-15.
- Передмова до українського перекладу. — В кн.: Міжнародний кодекс зоологічної номенклатури. Четверте видання. Ухвалений Міжнародним союзом біологічних наук. — Київ : Бібліотека офіційних видань.— С. IX-XXV.

2006
- Відповідь на рецензію І. Г. Плюща на книгу: Некрутенко Ю., Чиколовець В. «Денні метелики України» — Київ: Видавництво Раєвського, 2005. — 232 с., 156 іл., 198 карт, 62 кольор. табл. — Вестн. зоологии 6: 563—566.

### Монографії
- 1968 — Филогения и географическое распространение рода Gonepteryx (Lepidoptera, Pieridae). Опыт историко-зоогеографического исследования. — Київ : Наук. думка. — 128 с., 20 табл.
- 1985 — Булавоусые чешуекрылые Крыма. Определитель. — Київ : Наук. думка. — 152 с., 123 рис., 24 цв. табл.
- 1990 Дневные бабочки Кавказа. Определитель (т. 1). Семейства Papilionidae, Pieridae, Satyridae, Danaidae. — Київ : Наук. думка. — 215 с., 106 рис., 32 цв. табл.
- 2003 — [Переклад]. Міжнародний кодекс зоологічної номенклатури. Четверте видання. Ухвалений Міжнародним союзом біологічних наук. — Київ : Бібліотека офіційних видань.— XLIII + 175 с.
- 2005 — Чиколовець В. Денні метелики України — Київ: Видавництво Раєвського, 2005. — 232 с., 156 іл., 198 карт, 62 кольор. табл.
- 2012 — TSHIKOLOVETS V. and Y. NEKRUTENKO. The Butterflies of Caucasus and Transcaucasia (Armenia, Azerbaijan, Georgia and Russian Federation). — Kiev — Pardubice : Tshikolovets Publication. — 423 p.